# Хельме, Пеэтер
Пеэтер Хельме (эст. Peeter Helme; 6 сентября 1978, Таллин, Эстонская ССР) — эстонский писатель, журналист, эссеист, литературный критик и переводчик.

## Биография
Сын историка. Изучал историю, историю искусства и богословие в университетах Тарту, Гёттингена и Берлина. 
Работал редактором в Эстонском институте. Занимался исследованиями в области политической философии XX-го века и истории немецкой литературы. 
С 2007 года регулярно выступает с литературными программами на эстонском радио. В 2010—2014 годах — литературный критик эстонского еженедельника Eesti Ekspress. С января 2014 года — литературный редактор и ведущий на общественном Эстонском радио. 
С 1999 по 2004 год был членом Социал-демократической партии Эстонии. 
С 2012 г. — член правления Союза писателей Эстонии. 
Пеэтер Хельме является одним из трёх основателей премии Wordwormer Prize (с 2009 года вручается за самое увлекательное литературное произведение в Эстонии). 

## Творчество
Известен эстонской общественности, как журналист, переводчик и литературный критик, ведущий литературной рубрики в популярном еженедельнике. Читатели ценят его за эрудицию и способность нестандартно мыслить, смелость говорить на «неудобные» темы.
Он является также одним из самых интересных эстонских писателей поколения тридцатилетних. Для писателя важно писать элегантно, поэтому его можно назвать, прежде всего, писателем стиля.
Первый роман Хельме «Пудутус» (Puudutus, 2007) был особо отмечен на литературном конкурсе.
Роман «В конце украденного времени» является третьей книгой Пеэтера Хельме, написанной по-эстонски и первой, переведенной на русский язык.

## Избранные произведения
- Puudutus (роман, 2007)
- Lihtne Buxtehude (2008)
- September (роман, 2009)
- Laps (2010)
- Varastatud aja lõpus (роман, 2011)
- Saemehe töö (2013)
- Tuleviku mäletajad. Sofia (роман, 2013)
- Pringlikütid Vabaduse väljakul (2014)
- Sügaval läänes (роман, 2015)